# Льов-Хам Фотбал
Льов-Хам Фотбал (на норвежки: Løv-Ham Fotball) е норвежки футболен клуб, базиран в квартал Фюлингсдален на град Берген. Състезава се във второто ниво на норвежкия футбол Адеколиген. Играе мачовете си на стадион Ваден Амфи.